# Flughafen Tirana

i7
i11
i13
Der Flughafen Tirana (Tirana International Airport „Nënë Tereza“, albanisch für Mutter Teresa, IATA-Code: TIA, ICAO-Code: LATI) ist einer von zwei internationalen Flughäfen Albaniens. Er liegt 17 Kilometer nordwestlich von Tirana beim Dorf Rinas, nach dem er früher benannt war. Gemessen an den Passagierzahlen ist er einer der größten Flughäfen in der Region und verzeichnet mehr Verkehr als Skopje, Pristina und Podgorica.
Der Flughafen wird auch von der albanischen Luftwaffe genutzt.

## Geschichte

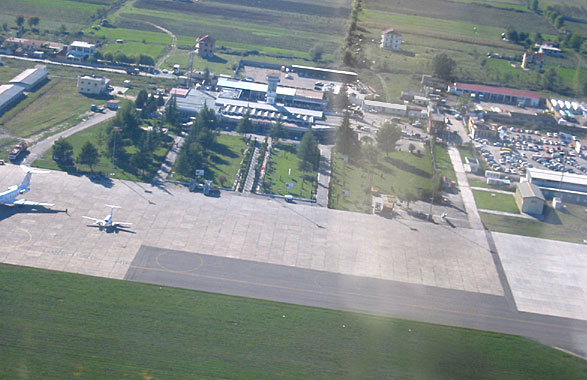
Altes Flughafengebäude und Vorfeld aus der Luft

Der Flughafen wurde 1954 bis 1957 auch aus militärischen Gründen gebaut und von den Sowjets für wenige Flüge pro Woche 1958 in Betrieb genommen. Er ersetzte den alten Flugplatz Lapraka am (damaligen) Westrand der Stadt Tirana. Nach dem Ende des Zweiten Weltkrieges hatten zwar auch einzelne Fluggesellschaften aus kapitalistischen Ländern (Alitalia und Air France) Flugverbindungen nach Tirana aufgenommen, die Stadt wurde jedoch mehrheitlich von Fluggesellschaften aus kommunistischen Staaten wie Aeroflot, JAT, TAROM, Interflug und Malév angeflogen. Nach dem Bruch Albaniens mit dem Ostblock im Jahr 1961 wurde der Flugverkehr stark reduziert. Die chinesische CAAC flog Tirana ab 1973 einmal wöchentlich an. 1977 nahm mit Olympic erstmals seit der in den frühen 1960er Jahren begonnenen Abschottung des Landes wieder eine Fluggesellschaft aus einem kapitalistischen Staat den regelmäßigen Flugverkehr auf, es folgten später unter anderem Swissair (1987) und Lufthansa (1989). Nach der politischen Wende in Albanien im Jahre 1991 und der damit verbundenen außenpolitischen Öffnung des Landes konnten schließlich viele weitere ausländische Fluggesellschaften Verbindungen nach Tirana einrichten.
Ab 1992 flog die neugegründete Albanian Airlines Flugziele im Ausland an. Nach dem Ende des Kommunismus Anfang der 1990er Jahre nahmen der Verkehr und die Passagierzahl schnell zu. Die bescheidene Infrastruktur kam an ihre Grenzen. Die Piste bestand anfangs noch aus achteckigen Betonplatten und wurde oft von Schaf- und Ziegenherden abgegrast. Während des Kosovokriegs 1999 übernahm die US-amerikanische Armee den Betrieb des Flughafens, der vorübergehend für zivile Flüge gesperrt war, nachdem Albanien die Kontrolle über den Luftraum an die NATO übertragen hatte. In nur einem Monat haben C-17 Transportflugzeuge in über 500 Flügen trotz kurzer Piste, beschränktem Platz und schlechter Infrastruktur mehr als 200.000 Tonnen Ausrüstung und Nachschub für die US-amerikanischen Streitkräfte eingeflogen. Das Luftverkehr-Kontrollsystem, die Piste, das Vorfeld und Zufahrtsstraßen wurden in kurzer Zeit ausgebaut. Im Jahr 2001 wurde das Terminal mit Unterstützung der kanadischen Regierung renoviert.

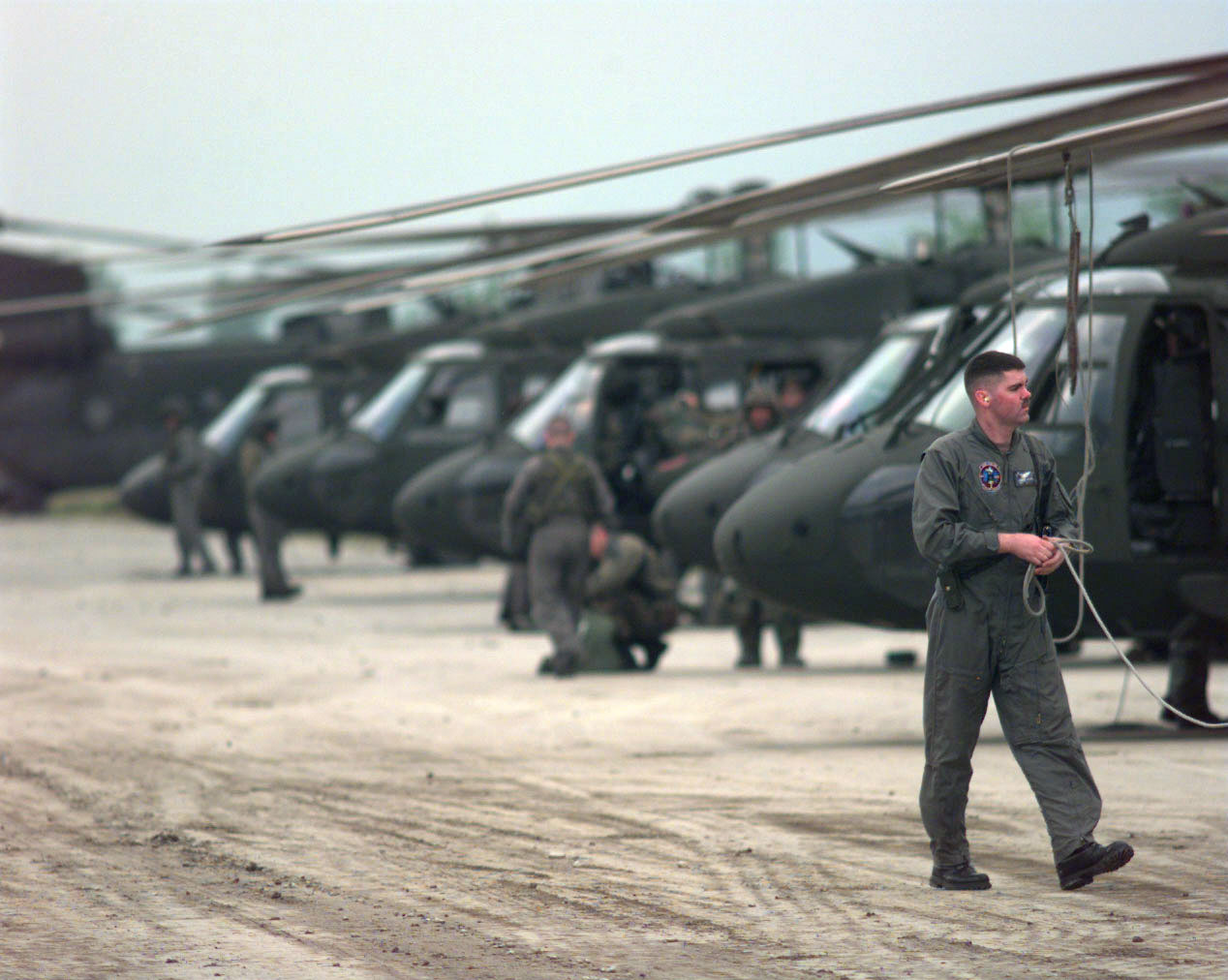
US-amerikanische Kampfhubschrauber vom Typ UH-60 Black Hawk während des Kosovokriegs (Aufnahme von 1999)

Im Jahr 2003 wurde der Flughafen, der bis dahin den Namen Tirana Rinas Airport trug, anlässlich der Seligsprechung von Mutter Teresa ihr zu Ehren umbenannt.
Am 16. September 2004 stürzte ein bewaffneter Militärjet der albanischen Luftwaffe, ein chinesischer Lizenzbau der MiG-19, gleich nach dem Start ab und zerschellte am Rand des Flughafengeländes. Der Pilot kam dabei ums Leben.
Im Herbst 2004 wurde der Flughafen, der bis dahin von der staatlichen Gesellschaft Albtransport betrieben wurde, privatisiert. Die albanische Regierung unterzeichnete einen Konzessionsvertrag mit einem internationalen Konsortium, das unter der Führung der Essener Firma Hochtief AirPort steht. Demnach ist Hochtief mit 47 % am Flughafen beteiligt. Weiter sind die Deutsche Investitions- und Entwicklungsgesellschaft mit 31,7 % und Albanian-American Enterprise Fund mit 21,3 % an den Aktien beteiligt. Der Vertrag sah vor, dass Hochtief – zwischenzeitlich umbenannt in Avialliance –  den Flughafen für die kommenden 20 Jahre betreiben darf. Damit verbunden sind zahlreiche Erweiterungen und Modernisierungen. 2005 wurde mit dem Bau eines neuen Terminals begonnen. Auch eine Brücke an der Zubringerstraße von Norden wurde erneuert und eine direkte Anbindung an die Autobahn Tirana – Durrës gebaut. Der neue Terminal wurde im März 2007 in Betrieb genommen.
Ein unbewaffneter Türke entführte im Oktober 2006 eine Maschine der Turkish Airlines auf dem Flug von Tirana nach Istanbul. Der flüchtige Militärdienstverweigerer und konvertierte Katholik wollte mit dem Papst sprechen und verlangte, dass der Pilot nach Rom fliege. Der Treibstoff reichte hierfür aber nicht aus, weshalb das Flugzeug bereits in Brindisi landete. Die Entführung endete gewaltlos, ohne dass jemandem etwas geschehen war, nachdem der Attentäter aufgegeben und in Italien um Asyl ersucht hatte.
Die Zahl der Passagiere stieg von 1998 bis 2007 mit einer mittleren jährlichen Rate von 16 %. Im Jahr 2007 – als das neue Terminal den Betrieb aufnahm – wurde erstmals mehr als eine Million Passagier eines Jahres gezählt. Sogar im Krisenjahr 2009 konnte mit fast 1,4 Millionen Passagieren ein Zuwachs um zehn Prozent erreicht werden. Die Luftfracht war 2009 hingegen rückläufig. Auch 2010 konnte der Flughafen einen Zuwachs der Passagiere um über 10 Prozent verzeichnen. 44 Prozent der 1,53 Millionen Passagiere flogen mit Belle Air, gefolgt von Alitalia, Albanian Airlines und Austrian Airlines. Die Luftfracht-Zahlen konnten 2010 wieder um rund 4 Prozent wieder steigen. 2011 wurden mit 1.817.073 Passagieren und 2.656 Tonnen Luftfracht wiederum neue Rekorde erreicht. 2012 waren die Zahlen erstmals leicht rückläufig. 2013 stiegen die Passagierzahlen trotz des Konkurses von Belle Air um 5,5 %, die Flugbewegungen gingen aber um 2,9 % und das Frachtvolumen um 4,2 % zurück.
Um den rasch steigenden Passagierzahlen gerecht zu werden, wurde bereits im Jahr 2008 mit einer Erweiterung des Terminals begonnen, das im September 2009 vollendet werden konnte. Es stehen seither weitere Check-in-Schalter, einige zusätzliche Gates und Läden sowie erweiterte Business-Lounges zur Verfügung. Der Terminal wurde so um 4000 Quadratmeter erweitert. Die Kapazität des Flughafens erhöht sich dadurch auf 1,5 bis 1,8 Millionen Passagiere pro Jahr. Insgesamt beliefen sich die Baukosten der Erweiterung auf 20 Mio. Euro. Am 3. Mai 2011 wurden der neue Tower und das neue Luftfahrtkontrollzentrum durch den albanischen Verkehrsminister Sokol Olldashi feierlich eröffnet. Die Kosten beliefen sich auf rund 12,5 Millionen Euro.
Insgesamt stiegen seit der Übernahme durch das internationale Konsortium im Jahr 2005 die Passagierzahlen und die Anzahl der Beschäftigten um je fast 100 Prozent und die Flugbewegungen um etwa 33 Prozent. Nur die Zahlen zur Luftfracht fallen negativ aus: Während im Jahr 2005 noch 2000 Tonnen Luftfracht transportiert wurden, waren es nach fünf Jahren 1785 Tonnen. Grund dafür ist, dass Ein- und Ausfuhren meist über den Land- oder Seeweg transportiert werden. Auch finanziell steht der Flughafen mit positiven Zahlen da: 2006 konnte der TIA mit einem Umsatz von 19,6 Mio. Euro abschließen, 2010 stieg derselbige um etwa 50 Prozent auf rund 30 Mio. Euro. Im Dezember 2016 wurde erstmals die Zahl von zwei Millionen Passagieren pro Jahr überschritten. 14 Airlines verbanden zu diesem Zeitpunkt den Flughafen mit 36 Destinationen. 2018 wurden schon fast drei Millionen Passagiere befördert; Blue Panorama mit 21 %, Ernest Airlines mit 12 % und Albawings mit 11 % hatten die größten Anteile am Passagieraufkommen.
Im April 2016 passten die albanische Regierung und die Flughafenbetreiber den Konzessionsvertrag an. Nach langen Verhandlungen konnte man sich darauf einigen, die Konzession um zwei Jahre zu verlängern. Im Gegenzug verliert der Flughafen Tirana das Exklusivrecht auf internationale Flugverbindungen nach Albanien. Dadurch wird die Inbetriebnahme des Flughafens Kukës und der Bau weiterer Flughäfen im Süden des Landes ermöglicht. Sollten solche gebaut werden, verlängert sich die Konzessionsdauer gemäß Vereinbarung weiter. Im gleichen Monat berichtete das Joint-Venture Keen Dynamics Limited, die den Unternehmen China Everbright und Friedmann Pacific Asset Management aus Hongkong gehört, dass sie mit den Besitzern des Flughafens einen Kaufvertrag abgeschlossen hätten; weitere Details wurden nicht bekanntgegeben. Im Oktober 2016 wurde bekanntgegeben, dass China Everbright jetzt sämtliche Aktien der Flughafenbetreibergesellschaft besitze. Im Dezember 2020 veräußerten die Asiaten den Flughafen an die albanische Kastrati Group, ein Unternehmen, das im Erdölhandel und als Tankstellenbetreiber aktiv ist, aber auch das Hotel Sheraton in Tirana erworben hatte. Die Konzession von Kastrati wurde um 13 Jahre bis 2040 verlängert; die neue Betreiberin kündigte an, rund 100 Millionen € in den Ausbau des Flughafens investieren zu wollen: Mit einem Ausbau der Rollbahnen und einer Erweiterung des Terminals soll die Kapazität auf 6 Millionen Passagiere pro Jahr erweitert werden.
Im Sommer 2022 wurde eine Terminal-Erweiterung in Betrieb genommen mit acht zusätzlichen Gates und größeren Kontrollbereichen für Ein- und Ausreise. In weiteren Schritten sollen die Bereiche für Ankunft und Check-in erweitert, danach der Flughafen für interkontinentale Flüge ausgebaut werden. Im Dezember wurde eine neue Zufahrtsstraße eröffnet, die den Verkehr besser steuern und so die Verkehrsengpässe reduzieren soll. 2024 wurde die Autobahn Thumana–Kashar eröffnet mit Ausfahrt am Flughafen.
2022 wurden zum ersten Mal mehr als fünf Millionen Passagiere pro Jahr befördert, eine Zahl, die eigentlich erst drei Jahre später erwartet worden war. Damit ist der Flughafen Tirana nach dem Nikola-Tesla-Flughafen Belgrad der zweitgrößte der Region. 2023 wurden 7,25 Millionen Passagiere befördert, was einer Zunahme von 117 % gegenüber 2019 (vor und nach der Pandemie) entspricht. Das Wachstum in den ersten sieben Monaten des Jahres war das größte in ganz Europa. 2025 hatte das Passagieraufkommen bereits 10 Millionen überstiegen.

### Statistik
| Betriebsjahr | Fluggastaufkommen | Luftfracht (t) | Flugbewegungen | Beschäftigte |
| ------------ | ----------------- | -------------- | -------------- | ------------ |
| 2005         | 785.000           | 2000           | 15.400         | 760          |
| 2006         | 906.103           | 1603           | 15.856         | 930          |
| 2007         | 1.105.770         | 1695           | 18.258         | 950          |
| 2008         | 1.267.041         | 1987           | 19.194         | 1091         |
| 2009         | 1.394.688         | 1711           | 20.064         | 1007         |
| 2010         | 1.536.822         | 1785           | 20.768         | 1012         |
| 2011         | 1.817.073         | 2656           | 22.988         | 1026         |
| 2012         | 1.665.331         | 1875           | 20.528         | 1000         |
| 2013         | 1.757.342         | 2164           | 19.942         | 995          |
| 2014         | 1.810.305         | 2324           | 17.928         | 1001         |
| 2015         | 1.997.044         | 2229           | 20.876         | 1010         |
| 2016         | 2.195.100         | 2200           | 22.352         | 1020         |
| 2017         | 2.630.338         | 2266           | 24.582         | 1040         |
| 2018         | 2.947.172         | 2249           | 25.426         | 1077         |
| 2019         | 3.338.147         | 2372           | 28.270         | 1263         |
| 2020         | 1.310.614         | 1797           | 15.150         | 1213         |
| 2021         | 2.928.275         | 1983           | 26.334         |              |
| 2022         | 5.198.550         | 2045           | 38.517         |              |
| 2023         | 7.257.662         | 1953           | 50.692         |              |
| 2024         | 10.708.975        | 2257           | 68.344         |              |

## Infrastruktur

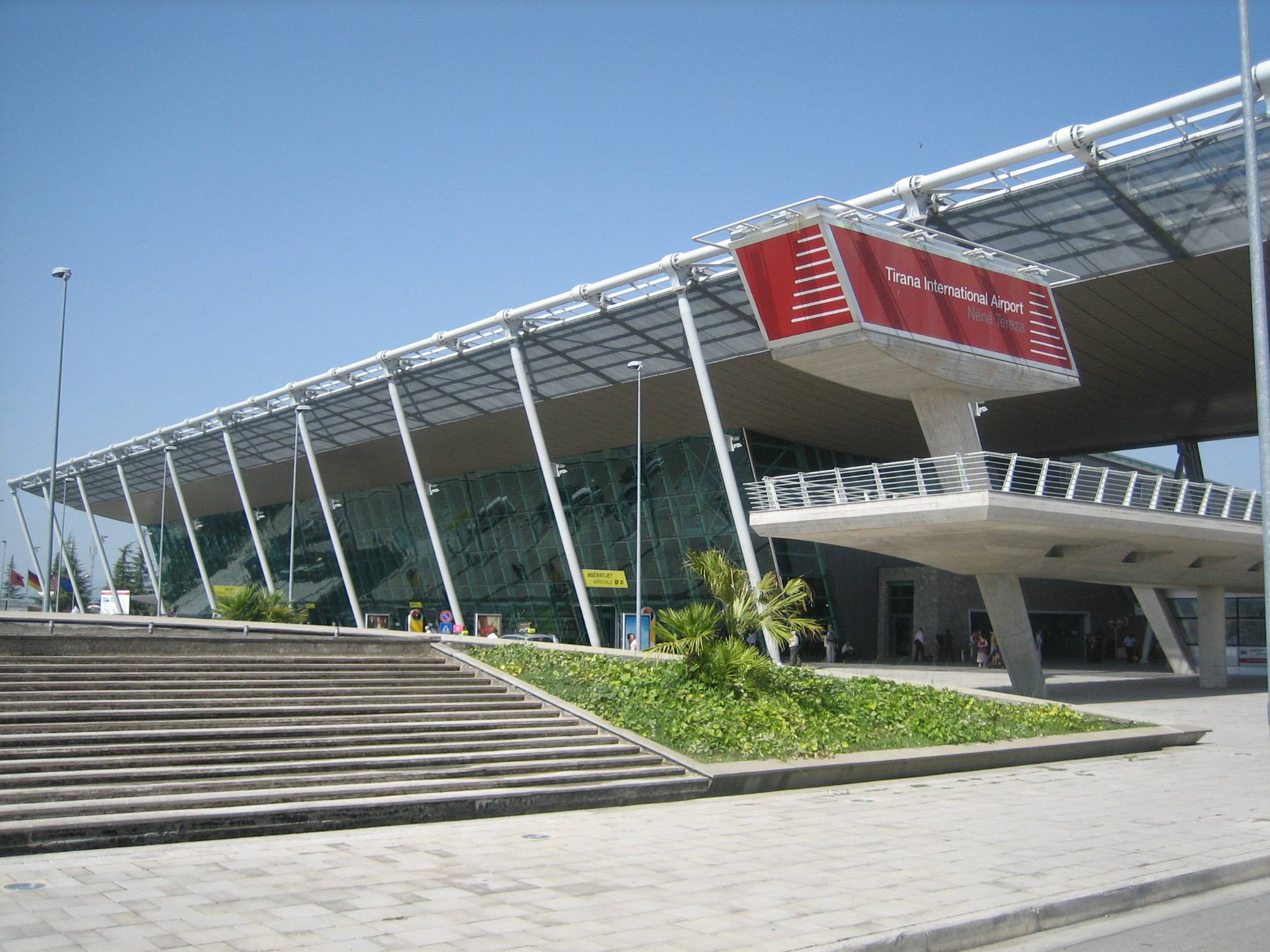
Neues Terminalgebäude

Der Flughafen verfügt über eine Start- und Landebahn sowie einen Terminal. Mit einer Länge von 2746 Meter sind auf der Piste nur Landungen von Code-C-Flugzeugen wie Airbus A321 möglich.
Die Infrastruktur des Flughafens wurde in den letzten Jahren laufend modernisiert, so dass er internationalen Standards gerecht wurde: Das neue Passagierterminal mit Geschäften, Bars, Duty-free, Lounge und Restaurants sowie ein neues Cargo-Terminal wurden am 21. März 2007 eröffnet. Um den rasch steigenden Passagierzahlen gerecht zu werden, wurde bereits im Jahr 2008 mit einer Erweiterung des Terminals begonnen, das im September 2009 vollendet werden konnte. Nach weiteren Erweiterungen 2020 hat der Terminal seither eine Fläche von 14.000 Quadratmetern.
Rund um den Flughafen haben sich diverse Dienstleister wie Hotels, Restaurants und Autovermietungen angesiedelt. Auch Luftverkehrsbehörden und die Grenzpolizei befinden sich in der Nähe des Terminals. Eine Anbindung des Flughafens ans Netz der albanischen Eisenbahn mit regelmäßigen Verbindungen zum neuen Bahnhof von Tirana ist geplant.

## Fluggesellschaften und Ziele

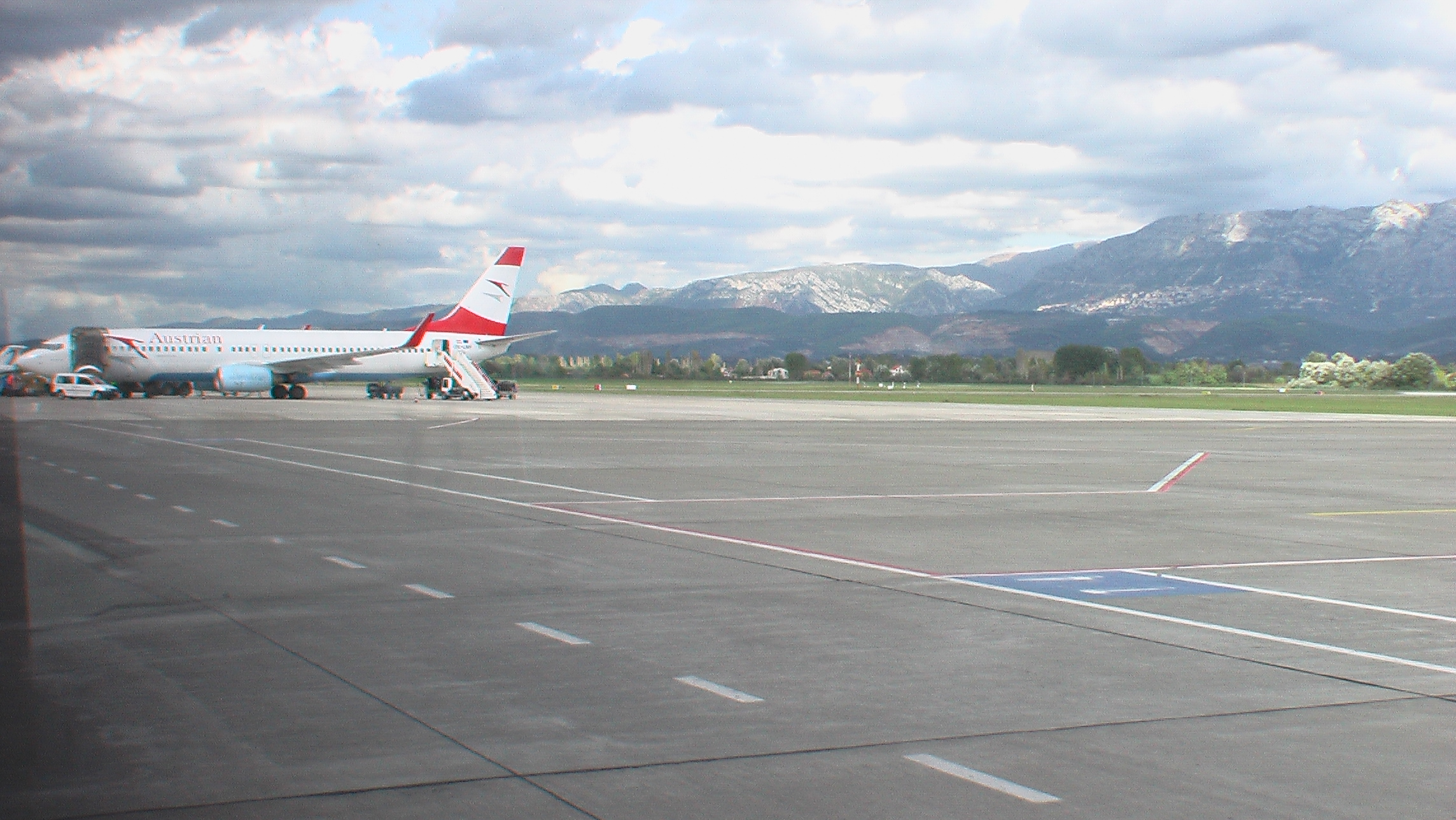
Flugzeug der Austrian Airlines auf dem Vorfeld

Tirana wird laufend von neuen Airlines in Streckennetz aufgenommen, während der Sommersaison kommen zahlreiche Charterflüge dazu. Der Flughafen wird von gegen 20 Fluggesellschaften aus den Nachbarländern, ganz Europa und Nahost angeflogen. Im Winterflugplan 2018/19 bestanden direkte Verbindungen zu über 50 Destinationen in Europa und Nahost – 2022 bediente allein Wizz Air so viele Destinationen ab Tirana. Aus deutschsprachigen Ländern wird Tirana jeweils durch Austrian Airlines von Wien, durch Lufthansa von Frankfurt und München, durch Wizz Air ab mehreren Destinationen in Deutschland und Österreich und durch Swiss von Zürich angeflogen.
Größte Airline am Flughafen Tirana ist Wizz Air. Die Fluggesellschaft begann 2019, Tirana als Basis zu nutzen. Schnell wurden weitere Flugzeuge in Albanien stationiert. Im Juni 2021 kündigte die Airline ein fünftes Flugzeug an. Im Sommer 2022 waren schon neun Flugzeuge in Tirana stationiert, darunter zwei neue Airbus A320neo und ein Airbus A321neo. Die Airline bedient rund 50 Routen aus Albanien. Im Krisenjahr 2020 war Wizz Air mit 24 % Anteil am Flugverkehr die führende Airline.
Tirana ist der Heimatflughafen der nationalen Fluggesellschaft Air Albania, die im September 2018 den Flugbetrieb aufnahm. In der Vergangenheit hatte Belle Air von Tirana aus operiert, bis sie am 25. November 2013 aus wirtschaftlichen Gründen den Betrieb einstellte. Belle Air beförderte rund die Hälfte der Passagiere am Flughafen. Der Flughafen Tirana war auch Basis der ehemaligen Fluggesellschaften Albanian Airlines, Ada Air Albania, Albatros Airways, Star Airways, Ernest Airlines und Albawings. Nachdem Ernest Airlines Anfang 2020 die Lizenz entzogen worden war, kündigte Wizz Air an, mehrere Routen zwischen Italien und Albanien ins Flugnetz aufzunehmen. Albawings war gegen die großen ausländischen Billigfluggesellschaften chancenlos und stellte 2024 den Betrieb ein.

## Anflugrouten
Beim vorherrschenden schwachen Westwind haben landende und startende Flugzeuge meist Seitenwind.
Flugzeuge, die von Norden her über den Balkan kommend anfliegen, beginnen meist schon über Montenegro mit dem Sinkflug und landen auf Piste 17. Zum Teil fliegen sie aber auch über den Flughafen bis fast zum Shkumbin, um dann von Süden zu landen.
Aus Westen von Italien kommende Flugzeuge überfliegen die albanische Küste meist etwas südlich von Durrës und landen nach einer Linkskurve entweder direkt von Süden oder fliegen nordwärts bis fast nach Lezha, um dann nach einer weiteren Kehre mit dem Landeanflug von Norden zu beginnen.